# 中野準三
中野 準三（なかの じゅんぞう、1925年7月24日 - 1997年7月27日）は、日本の農芸化学者。東京大学名誉教授。木材化学専攻で、繊維学会会長なども務めた。

## 人物・経歴
中野治房元東京帝国大学教授の三男。成城高等学校を経て、1947年東京大学農学部卒業。1958年東京大学農学博士。木材化学専攻。東京大学農学部助手、東京大学農学部助教授、東京大学農学部教授を経て、1986年定年退職、東京大学名誉教授。1987年繊維学会会長。1997年正四位。日本農学賞、日本森林学会賞、林業科学技術振興賞など受賞。

## 編書
- 右田伸彦, 中野準三「リグニンの呈色反応機構の研究(1)濶葉樹材塩素化リグニンの呈色反応とMAULE呈色反応との関係」『東京大学農学部演習林報告』第43巻、1952年、139-144頁。
- 中野準三『リグニンの呈色反応機構の研究』 東京大学〈農学博士 報告番号不明〉、1958年。 NAID 500000494520。
- 『リグニンの化学 : 基礎と応用』ユニ広報出版部 1979年